# Panarabiska färgerna

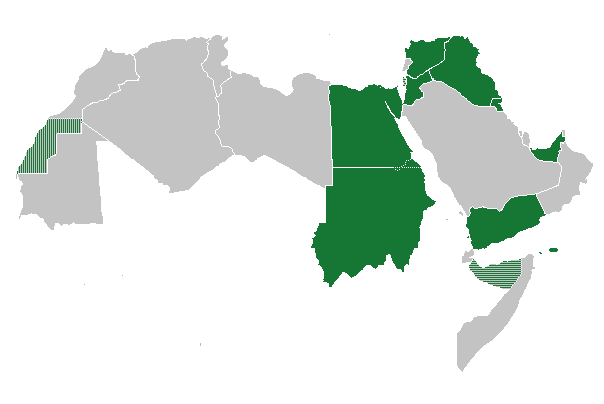
Arabiska länder som använder de panarabiska färgerna i sina flaggor

De panarabiska färgerna är färgkombinationen rött, svart, vitt och grönt. De uppträdde för första gången i den flagga som fördes under den arabiska revolten mot Osmanska riket (Turkiet) under första världskriget och har därefter använts i ett flertal arabiska länders flaggor och statsvapen. Även flaggor som inte använder alla de fyra färgerna har ofta en färgskala som påminner om denna färgkombination. Färgerna kan ses som ett uttryck för panarabism men också för mer allmän arabisk patriotism.
Det antas allmänt att var och en av de fyra färgerna representerar en viss arabisk dynasti eller era: svart skall ha varit den muslimske profeten Muhammeds färg, vitt antogs av umayyaderna i åminnelse av slaget vid Badr, grönt togs upp av fatamiderna för att symbolisera deras stöd för Ali bin Abi Talib, medan rött var färgen på den flagga som Khawarij hade och blev sedan symbol för härskare i Nordafrika och Al-Andalus. Den röda färgen har också förknippats med hashimiderna, av vilken en gren utgör den nuvarande kungaätten i Jordanien.
I mitten av 1900-talet tillkom en ny variant som ofta utelämnade den gröna färgen: en flagga med ränder i rött, vitt och svart. Den förknippades ofta med en progressiv, ofta socialistiskt färgad, arabisk republikanism och har ibland kommit att kallas den arabiska frihetsflaggan.

## Grundformerna för flaggorna

Den arabiska upprorsflaggan från första världskriget
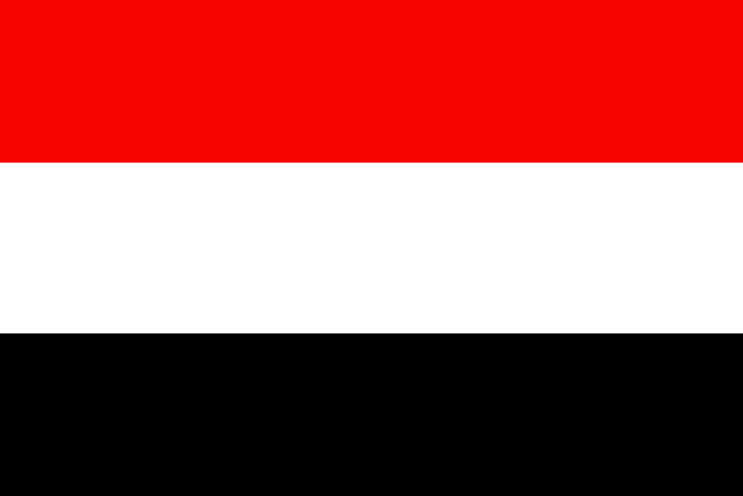
Den arabiska frihetsflaggan från mitten av 1900-talet

## Nuvarande flaggor med de panarabiska färgerna

Egypten
Irak
Jemen
Jordanien
Kuwait
Libyen
Sudan
Syrien
Förenade arabemiraten

### Länder med begränsat erkännande

Palestina
Somaliland
Västsahara

## Tidigare flaggor med de panarabiska färgerna

Förenade arabrepubliken (Egypten (1972–1984), Syrien (1972–1980) och Libyen (1972–1977))
Kungariket Hijaz (1920–1926)
Konungariket Irak (1921–1959)
Irak (1959–1963)
Irak (1963–1991) och Syrien (1963–1972)
Irak (1991–2004)
Irak (2004–2008)
Libyen (1969–1972)
Palestina (exilregering 1948–1959)
Syrien (1932–1958 och 1961–1963)
Förenade arabrepubliken (Syrien (1958–1961), Egypten (1958–1971)) och Syrien (1980–2024)
Nordjemen (1962–1990)
Sydjemen (1945–1990)